# Suriname International 2013
Die Suriname International 2013 im Badminton fanden vom 13. bis zum 16. November 2013 in Paramaribo statt.

## Sieger und Platzierte
| Disziplin    | Gold                                 | Silber                                 | Bronze                          |
| ------------ | ------------------------------------ | -------------------------------------- | ------------------------------- |
| Herreneinzel | Osleni Guerrero                      | Jan Fröhlich                           | Giovanni Greco                  |
| Herreneinzel | Osleni Guerrero                      | Jan Fröhlich                           | Rosario Maddaloni               |
| Dameneinzel  | Solángel Guzmán                      | Haramara Gaitan                        | Daniela Macías                  |
| Dameneinzel  | Solángel Guzmán                      | Haramara Gaitan                        | Crystal Leefmans                |
| Herrendoppel | Dave Khodabux Joris van Soerland     | Giovanni Greco Rosario Maddaloni       | Jan Fröhlich Zdenek Svata       |
| Herrendoppel | Dave Khodabux Joris van Soerland     | Giovanni Greco Rosario Maddaloni       | Sören Opti Virgil Soeroredjo    |
| Damendoppel  | Crystal Leefmans Priscila Tjitrodipo | Virginia Chariandy Solángel Guzmán     | Mariama Eastmond Shari Watson   |
| Damendoppel  | Crystal Leefmans Priscila Tjitrodipo | Virginia Chariandy Solángel Guzmán     | Quennie Pawirosemito Elisa Piek |
| Mixed        | Dave Khodabux Elisa Piek             | Mitchel Wongsodikromo Crystal Leefmans | Oscar Brandon Stephanie Jadi    |
| Mixed        | Dave Khodabux Elisa Piek             | Mitchel Wongsodikromo Crystal Leefmans | Sören Opti Santusha Ramzan      |

## Finalergebnisse
| Disziplin    | Sieger                                 | Finalist                                 | Ergebnis            |
| ------------ | -------------------------------------- | ---------------------------------------- | ------------------- |
| Herreneinzel | Osleni Guerrero                        | Jan Fröhlich                             | 21:11, 21:18        |
| Dameneinzel  | Solángel Guzmán                        | Haramara Gaitan                          | 21:19, 20:22, 21:19 |
| Herrendoppel | Dave Khodabux / Joris van Soerland     | Giovanni Greco / Rosario Maddaloni       | 21:14, 21:18        |
| Damendoppel  | Crystal Leefmans / Priscila Tjitrodipo | Solángel Guzmán / Virginia Chariandy     | 23:21, 21:16        |
| Mixed        | Dave Khodabux / Elisa Piek             | Mitchel Wongsodikromo / Crystal Leefmans | 21:17, 18:21, 21:19 |